# Архаическая улыбка
Архаическая улыбка — особенный тип улыбки, использовавшийся скульпторами греческой архаики, в особенности во второй четверти VI в. до н. э., возможно, для того, чтобы продемонстрировать, что предмет изображения — живой. Эта улыбка плоская и выглядит достаточно ненатурально, хотя при этом она является признаком эволюции искусства скульптуры к большей пластической сложности и выразительности.
Почти у всех архаических статуй лицо озаряет улыбка, совершенно не зависящая от ситуации, которую изображает статуя, а иногда и наперекор всякой логике блуждающая на лице смертельно раненного, глубоко огорчённого или озлобленного. Происходит это вследствие некоторого несоответствия между содержанием, которое стремится воплотить художник, и средствами выражения, которыми он располагает. Художник ставит своей задачей индивидуализировать образ, оживить, одухотворить его, но метод обработки лица как плоскости, находящейся под прямым углом к двум другим плоскостям головы, приводит к тому, что черты лица (рот, вырез глаз, брови) закругляются не в глубину, а вверх, и это придает лицам греческих архаических статуй выражение улыбки или удивленияБ. Р. Виппер
.

## Архаический метод высекания скульптуры из камня
Такая улыбка возникала благодаря способу обработки камня, применявшемуся не только в Греции, но и в Древнем Египте: каменному блоку придается четырёхгранная форма. На каждой из плоскостей рисуется проекция будущей статуи, затем одновременно с каждой из сторон начинается высекание прямыми, плоскими слоями. Следствие — статуя сохраняет замкнутость, угловатость и острогранность, форма сведена к плоскостям.
Одним из первых в истории искусства происхождение «архаической улыбки» объяснил датский историк и теоретик искусства Генрик Юлиус Ланге в работах «Изображение человека в древнегреческом искусстве» (нем. Die Darstellung des Menschen in der ältern griechischen Kunst, Страсбург, 1899), «Фигура человека в истории искусства от второго золотого века греческого искусства до XIX века» (нем. Die menschliche Gestalt in der Geschichte der Kunst von der zweiten Blütezeit der griechischen Kunst bis zum 19. Jahrhundert, 1903).

## «Архаические» улыбки в других культурах
- улыбка в этрусском искусстве
- улыбка в африканском искусстве
- Baekje smile (улыбка Пэкче) — Корея